# Regina Maria, Soroca
Regina Maria este satul de reședință al comunei cu același nume  din raionul Soroca, Republica Moldova. Între 1946 și 1992, localitatea a purtat numele de Kotovsk.

## Istoric
Satul a fost întemeiat în 1922 la 16 km de orașul Soroca de pe malul drept al Nistrului ca urmare a reformei agrare puse în practică după Unirea Basarabiei cu România și a fost înființat oficial în anul 1925. Oamenii care au primit pământ pe aceste locuri au cerut ajutor Reginei Maria pentru construirea caselor. Pentru că regina i-a ajutat cu lemn, din care au fost ridicate șase case, oamenii au decis să numească satul Regina Maria. În perioada sovietică, prin politica de deznaționalizare, în 1946 denumirea localității a fost schimbată în Kotovsk. În 1992 s-a revenit la vechea denumire a localității. În aprilie 2016, în sat a fost dezvelit un bust al Reginei Maria.
În prezent, comuna Regina Maria numără două sate: Regina Maria (sat de reședință) și Lugovoe. 
Conform recensământului populației din 2004, satul Regina Maria avea 549 locuitori: 543 de moldoveni/români, 3 ucraineni, 2 ruși și 1 persoană cu etnie nedeclarată.
Pe 12 aprilie 1945, aici a fost organizat, din prizonieri români, Regimentului 5 Infanterie Voluntari al Diviziei II Voluntari "Horea, Cloșca și Crișan".